# 波斯語名詞
波斯語名詞（اسم‌های فارسی；Persian nouns）本身沒有語法性別。自古波斯語以來，格位標記已經大量減少使用——這都是語言接觸後的特徵。波斯語的名詞現在只在特定的賓格情況下使用後置詞的標記； 其他的斜格則用前置詞的標記。

## 名詞延伸詞
波斯語的延伸名詞可以通過使用許多豐富的後綴與詞綴來構成之。底下討論詞幹 dān 的一些可能生成的延伸詞，其動詞 dānestæn 的現在式詞幹表示“知道”：
- dān + -eš → dāneš, "knowledge"，知識
- dān + -ā → dānā, "wise"，才智
- dāneš + -mänd → dānešmänd, "scientist"，科學家
- dāneš + -ik →dānešik, "scientific"，科學方面的
- dāneš + -gāh → dānešgāh, "university"，大學
- dāneš + -käde → dāneškäde, "college"，學院
- dāneš + āmuz → dānešāmuz , "student"，學生
- dāneš + -ju → dānešju , "university student"，大學生
- dāneš + päžuh → dānešpäžuh, "pre-university student"，預科大學生

## 外部連結
- Mace, John (2003). Persian Grammar: For Reference and Revision